# Diocesi di Viedma
La diocesi di Viedma (in latino Dioecesis Viedmensis) è una sede della Chiesa cattolica in Argentina suffraganea dell'arcidiocesi di Bahía Blanca. Nel 2022 contava 119.987 battezzati su 191.150 abitanti. È retta dal vescovo Esteban María Laxague, S.D.B.

## Territorio
La diocesi comprende 7 dipartimenti della provincia di Río Negro: Avellaneda, Pichi Mahuida, Conesa, Adolfo Alsina, San Antonio e Valcheta.
Sede vescovile è la città di Viedma, dove si trova la cattedrale di Nostra Signora della Mercede.
Il territorio si estende su 89.000 km² ed è suddiviso in 15 parrocchie.

## Storia
La diocesi è stata eretta il 20 aprile 1934 con la bolla Nobilis Argentinae nationis di papa Pio XI, ricavandone il territorio dall'arcidiocesi di Buenos Aires. Originariamente era suffraganea dell'arcidiocesi di La Plata. Viedma era stata sede, tra 1883 e 1909, del vicariato apostolico della Patagonia settentrionale.
L'11 febbraio 1957 ha ceduto una porzione del suo territorio a vantaggio dell'erezione della diocesi di Comodoro Rivadavia, si è ingrandita con la provincia di Neuquén acquisita dalla diocesi di Mendoza, e contestualmente è entrata a far parte della provincia ecclesiastica dell'arcidiocesi di Bahía Blanca.
Il 19 aprile 1960 con il breve Auxiliatricem Virginem Mariam papa Giovanni XXIII ha dichiarato la Beata Vergine Maria aiuto dei cristiani patrona principale della diocesi.
Il 10 aprile 1961 ha ceduto un'altra porzione di territorio a vantaggio dell'erezione della diocesi di Neuquén.
Il 22 luglio 1993 ha ceduto ulteriori porzioni di territorio per l'erezione delle diocesi di Alto Valle del Río Negro e di San Carlos de Bariloche.

## Cronotassi dei vescovi
Si omettono i periodi di sede vacante non superiori ai 2 anni o non storicamente accertati.
- Nicolás Esandi, S.D.B. † (13 settembre 1934 - 29 agosto 1948 deceduto)
  - Sede vacante (1948-1953)
- José Borgatti, S.D.B. † (28 agosto 1953 - 26 ottobre 1973 deceduto)
- Miguel Esteban Hesayne † (5 aprile 1975 - 28 giugno 1995 dimesso)
- Marcelo Angiolo Melani, S.D.B. † (28 giugno 1995 succeduto - 9 gennaio 2002 nominato vescovo di Neuquén)
- Esteban María Laxague, S.D.B., dal 31 ottobre 2002

## Statistiche
La diocesi nel 2022 su una popolazione di 191.150 persone contava 119.987 battezzati, corrispondenti al 62,8% del totale.
| anno | popolazione | popolazione | popolazione | presbiteri | presbiteri | presbiteri | presbiteri                | diaconi | religiosi | religiosi | parrocchie |
| anno | battezzati  | totale      | %           | numero     | secolari   | regolari   | battezzati per presbitero | diaconi | uomini    | donne     | parrocchie |
| ---- | ----------- | ----------- | ----------- | ---------- | ---------- | ---------- | ------------------------- | ------- | --------- | --------- | ---------- |
| 1950 | 190.000     | 220.000     | 86,4        | 95         | 15         | 80         | 2.000                     |         | 118       | 129       | 23         |
| 1966 | 215.000     | 240.000     | 89,6        | 68         | 23         | 45         | 3.161                     |         | 101       | 72        | 23         |
| 1970 | 255.000     | 290.000     | 87,9        | 65         | 18         | 47         | 3.923                     |         | 118       | 83        | 24         |
| 1976 | 284.428     | 329.225     | 86,4        | 67         | 19         | 48         | 4.245                     |         | 73        | 124       | 29         |
| 1980 | 329.000     | 401.000     | 82,0        | 58         | 18         | 40         | 5.672                     | 1       | 62        | 130       | 32         |
| 1990 | 391.000     | 433.000     | 90,3        | 75         | 26         | 49         | 5.213                     |         | 55        | 122       | 38         |
| 1999 | 103.000     | 129.000     | 79,8        | 24         | 13         | 11         | 4.291                     |         | 11        | 36        | 13         |
| 2000 | 103.400     | 129.500     | 79,8        | 23         | 11         | 12         | 4.495                     |         | 12        | 34        | 14         |
| 2001 | 100.250     | 125.230     | 80,1        | 20         | 9          | 11         | 5.012                     |         | 11        | 36        | 14         |
| 2002 | 105.000     | 131.286     | 80,0        | 18         | 7          | 11         | 5.833                     |         | 11        | 34        | 15         |
| 2003 | 103.416     | 131.780     | 78,5        | 21         | 11         | 10         | 4.924                     |         | 10        | 40        | 15         |
| 2004 | 104.674     | 132.840     | 78,8        | 19         | 11         | 8          | 5.509                     |         | 8         | 39        | 15         |
| 2010 | 115.000     | 157.000     | 73,2        | 20         | 12         | 8          | 5.750                     |         | 8         | 44        | 15         |
| 2014 | 116.098     | 179.218     | 64,8        | 21         | 11         | 10         | 5.528                     |         | 10        | 58        | 15         |
| 2017 | 118.361     | 183.860     | 64,4        | 23         | 12         | 11         | 5.146                     | 1       | 11        | 47        | 15         |
| 2020 | 120.800     | 189.585     | 63,7        | 15         | 8          | 7          | 8.053                     | 2       | 7         | 39        | 15         |
| 2022 | 119.987     | 191.150     | 62,8        | 9          | 6          | 3          | 13.331                    | 2       | 3         | 33        | 15         |